# HC Myslinka
HC Myslinka (celým názvem: Hockey Club Myslinka) byl český klub ledního hokeje, který sídlil v obci Myslinka v Plzeňském kraji. Založen byl v roce 2003, zanikl v roce 2013. V letech 2010–2013 působil v Plzeňské krajské soutěži – sk. C, sedmé české nejvyšší soutěži ledního hokeje. Klubové barvy byly modrá a bílá.
Své domácí zápasy odehrával v Plzni na zimním stadionu Košutka s kapacitou 255 diváků.

## Přehled ligové účasti
Stručný přehled
Zdroj:
- 2010–2013: Plzeňská krajská soutěž – sk. C (7. ligová úroveň v České republice)

Jednotlivé ročníky
Zdroj:
Legenda: ZČ - základní část, červené podbarvení - sestup, zelené podbarvení - postup, fialové podbarvení - reorganizace, změna skupiny či soutěže
| Česko (2010 – 2013) |                                 |           |           |                                       |            |
| Sezóny              | Soutěž                          | Úroveň    | ZČ        | Play-off, nadstavba, sk. o udržení... | Poznámky   |
| 2010/11             | Plzeňská krajská soutěž – sk. C | 7. úroveň | 2. místo  |                                       |            |
| 2011/12             | Plzeňská krajská soutěž – sk. C | 7. úroveň | 6. místo  | Čtvrtfinále                           |            |
| 2012/13             | Plzeňská krajská soutěž – sk. C | 7. úroveň | 11. místo |                                       | sk. o udr. |